# Honda EV-N

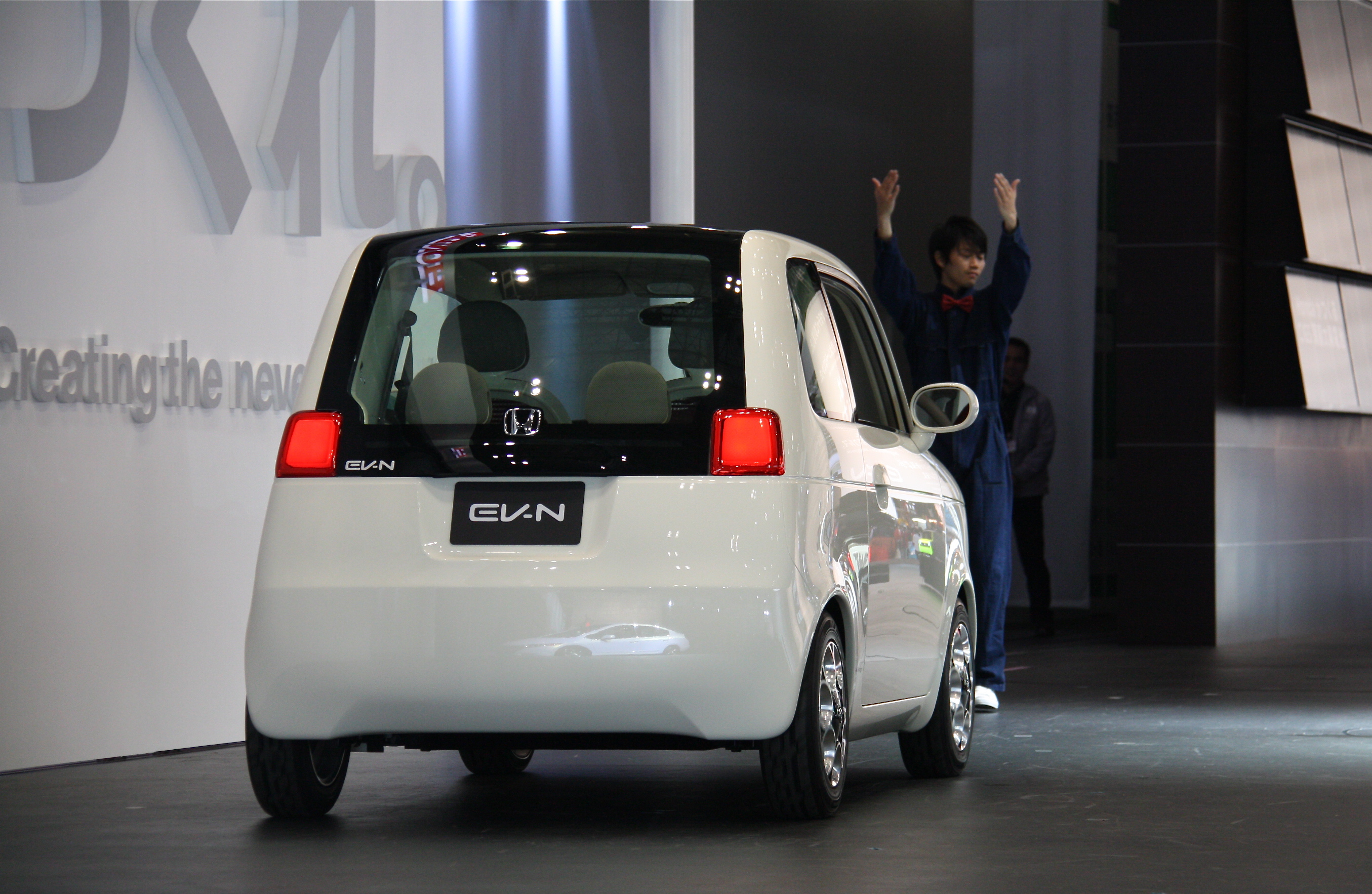
Вид сзади

Honda EV-N — концептуальный электромобиль, созданный японской компанией Honda. Мировая премьера автомобиля состоялась в октябре 2009 года на Токийском автосалоне, а в марте 2010 года автомобиль дебютировал на Женевском автосалоне.

## Описание
Экстерьер Honda EV-N разработан в стиле N360. Проект EV-N возглавлял Канна Сумиёси, который также сотрудничал с Юки Нагасавой над дизайном интерьера, а Саюри Хандзава отвечал за цвет и отделку. Дизайн экстерьера был разработан Наоя Исикурой.
Дизайн воплотил в себе философию Honda «человек максимум, машина минимум» (англ. «man maximum, machine minimum»), чтобы подчеркнуть эффективность работы и пространства. Интерьер достаточно велик, чтобы вместить четырёх взрослых человек. Экстерьер и интерьер были сделаны максимально простыми, чтобы «уменьшить лишнюю плоть» (англ. «reduce superfluous flesh»). Глава отдела дизайна Honda Нобуки Эбисава считает, что молодые водители «увидят стиль [в стиле N360] — как переведённый в EV-N — как очень новый» (англ. «see [the N360-like] style — as translated into the EV-N — as very new») и оценят простой стиль, а не ретро-элементы.
Солнечные батареи, встроенные в панель крыши, позволяют заряжать автомобиль во время стоянки. Внутри сидений имеется рама для поддержки натянутых тканевых панелей, которые можно менять местами. Конструкция сидений была выбрана для снижения веса и увеличения пассажирского пространства. Пространство под капотом используется в качестве багажника автомобиля, хотя задние сиденья также могут быть сложены для размещения груза.
Honda EV-N оснащён системой связи между автомобилями Honda LOOP. Водитель также может общаться с автомобилем через портативное устройство LOOP, которое включает в себя жидкокристаллический дисплей для отображения основной информации о парковке автомобиля и уровне заряда аккумулятора. Передняя часть EV-N загорается, когда водитель (с LOOP) приближается или отъезжает. Ко внутренней панели двери со стороны пассажира было прикреплено одно персональное средство передвижения Honda U3-X. EV-N, U3-X и другие автомобили были показаны в Токио в рамках программы Honda HELLO! (Honda ELectric mobility LOop).
Несмотря на то, что компания Honda заявляла, что EV-N является только упражнением по стилю, генеральный директор Honda Таканобу Ито был удивлён большим интересом к автомобилю со стороны иностранной прессы. В 2010 году концепт EV-N вошёл в шорт-лист премии Brit Insurance Design Awards в категории «Транспорт».

## Производство

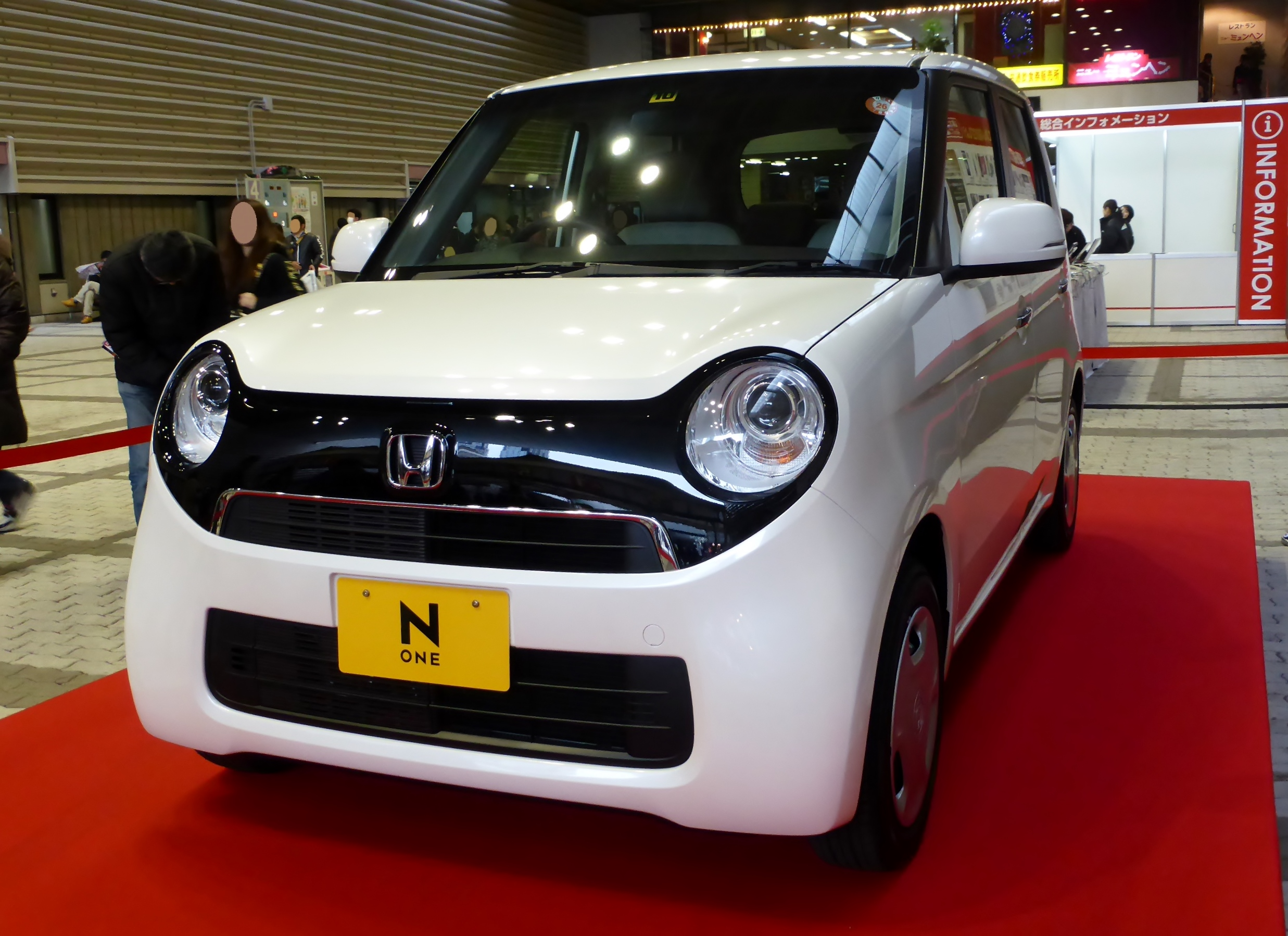
Honda N-ONE (2014)

Версия с ДВС Honda N-One, равно как и Honda EV-N, разработана в стиле N360. Её производство началось осенью 2012 года.